# Irina Spîrlea
Irina Spîrlea (n. 26 martie 1974, București, România) este o fostă jucătoare de tenis română.

## Carieră
În anul 1990 a trecut la profesionism, câștigând patru turnee de single și șase de dublu. La 13 octombrie 1997 a atins punctul de vârf al carierei sportive, ajungând pe locul 7 în clasamentul WTA. În 1996, a devenit prima jucătoare din istoria tenisului care a fost descalificată pentru că a înjurat arbitrii. S-a retras din activitatea competițională după ediția din anul 2000 a turneului de Mare Slam de la Wimbledon.
În septembrie 2001 s-a căsătorit cu antrenorul ei, italianul Massimiliano Pace, stabilindu-se la Roma, iar în aprilie 2002 a născut un băiețel într-o clinică din Roma.  Apoi a născut și o fetiță.

## Palmares

### Simplu: 10 (4–6)
| Rezultat   | Nr. | Data               | Turneu             | Suprafață  | Adversar                | Scor               |
| ---------- | --- | ------------------ | ------------------ | ---------- | ----------------------- | ------------------ |
| Finalist   | 1.  | 27 septembrie 1993 | Sapporo            | Carpet (I) | Linda Wild              | 4–6, 3–6           |
| Finalist   | 2.  | 25 aprilie 1994    | Taranto            | Zgură      | Julie Halard-Decugis    | 2–6, 3–6           |
| Câștigător | 1.  | 4 iulie 1994       | Palermo            | Zgură      | Brenda Schultz-McCarthy | 6–4, 1–6, 7–6(7–5) |
| Finalist   | 3.  | 2 ianuarie 1995    | Jakarta            | Dură       | Sabine Hack             | 6–2, 6–7(6–8), 4–6 |
| Câștigător | 2.  | 10 iulie 1995      | Palermo            | Zgură      | Sabine Hack             | 7–6(7–1), 6–2      |
| Câștigător | 3.  | 8 aprilie 1996     | Amelia Island      | Zgură      | Mary Pierce             | 6–7(7–9), 6–4, 6–3 |
| Finalist   | 4.  | 3 martie 1997      | Indian Wells       | Dură       | Lindsay Davenport       | 2–6, 1–6           |
| Finalist   | 5.  | 30 martie 1998     | Hilton Head Island | Zgură      | Amanda Coetzer          | 3–6, 4–6           |
| Câștigător | 4.  | 18 mai 1998        | Strasbourg         | Zgură      | Julie Halard-Decugis    | 7–6(7–5), 6–3      |
| Finalist   | 6.  | 19 aprilie 1999    | Cairo              | Zgură      | Arantxa Sánchez Vicario | 1–6, 0–6           |

### Dublu: 13 (6–7)
| Rezultat   | Nr. | Dată               | Turneu     | Suprafață  | Partener                | Adversar                                   | Scor               |
| ---------- | --- | ------------------ | ---------- | ---------- | ----------------------- | ------------------------------------------ | ------------------ |
| Câștigător | 1.  | 25 aprilie 1994    | Taranto    | Zgură      | Noëlle van Lottum       | Sandra Cecchini Isabelle Demongeot         | 6–3, 2–6, 6–1      |
| Câștigător | 2.  | 2 ianuarie 1995    | Jakarta    | Dură       | Claudia Porwik          | Laurence Courtois Nancy Feber              | 6–2, 6–3           |
| Finalist   | 1   | 24 aprilie 1995    | Zagreb     | Zgură      | Laura Golarsa           | Mercedes Paz Rene Simpson                  | 5–7, 2–6           |
| Finalist   | 2.  | 29 ianuarie 1996   | Tokyo      | Carpet (I) | Mariaan de Swardt       | Gigi Fernández Natasha Zvereva             | 6–7(7–9), 3–6      |
| Căștigător | 3.  | 6 mai 1996         | Rome       | Zgură      | Arantxa Sánchez Vicario | Gigi Fernández Martina Hingis              | 6–4, 3–6, 6–3      |
| Finalist   | 3.  | 4 noiembrie 1996   | Oakland    | Carpet (I) | Nathalie Tauziat        | Lindsay Davenport Mary Joe Fernández       | 1–6, 3–6           |
| Finalist   | 4.  | 19 mai 1997        | Madrid     | Zgură      | Inés Gorrochategui      | Mary Joe Fernández Arantxa Sánchez Vicario | 3–6, 2–6           |
| Finalist   | 5.  | 2 noiembrie 1998   | Leipzig    | Carpet (I) | Manon Bollegraf         | Elena Likhovtseva Ai Sugiyama              | 3–6, 7–6(7–2), 1–6 |
| Finalist   | 6.  | 4 ianuarie 1999    | Gold Coast | Dură       | Kristine Kunce          | Corina Morariu Larisa Neiland              | 3–6, 3–6           |
| Câștigător | 4.  | 22 februarie 1999  | Paris      | Carpet (I) | Caroline Vis            | Elena Likhovtseva Ai Sugiyama              | 7–5, 3–6, 6–3      |
| Finalist   | 7.  | 19 aprilie 1999    | Cairo      | Zgură      | Caroline Vis            | Laurence Courtois Arantxa Sánchez Vicario  | 7–5, 1–6, 6–7(7–9) |
| Câștigător | 5.  | 20 septembrie 1999 | Luxembourg | Carpet (I) | Caroline Vis            | Tina Križan Katarina Srebotnik             | 6–1, 6–2           |
| Câștigător | 6.  | 25 octombrie 1999  | Linz       | Carpet (I) | Caroline Vis            | Tina Križan Larisa Neiland                 | 6–4, 6–3           |